# كريجشبيل
كريجشبيل (بالإنجليزية: Kriegsspiel) لعبة حربية وتصنف لعبة لوحية استراتيجية يلعبها لاعبان وبينهما حكم، لا يرى كل منهما خطوات اللاعب الآخر. وقد طورها الجيش البروسي في القرن التاسع عشر لتدريب المخططات والتكتيكات العسكرية للضباط آنذاك. وعلى عكس الشطرنج أو الضامة لا يعرف كلا اللاعبين خطوة اللاعب الآخر، والتي يمليها عليهما الحكم.
تتميز اللعبة بواقعيتها، وتركيزها على تجربة اتخاذ القرار بدلاً من المنافسة، واستخدام حكم للحفاظ على مرونة القواعد وإدارة المعلومات الخفية عن كلا اللاعبين. بعد انتصار بروسيا الباهر على فرنسا في الحرب الفرنسية البروسية، بدأت دول أخرى بتصميم ألعاب حربية مماثلة لجيوشها.
تتضمن معظم أشكال كريجشبيل فريقين على الأقل من اللاعبين وحكم واحد يجتمعون حول خريطة. تمثل الخريطة ساحة معركة. يُمنح كل فريق قيادة جيش وهمي مُمثل على الخريطة باستخدام قطع صغيرة ملونة. فيما تمثل كل قطعة نوعًا من تشكيل القوات، مثل بطارية مدفعية أو سرب سلاح فرسان. يقود اللاعبون قواتهم بكتابة أوامرهم على الورق وتسليمها للحكم. يقرأ الحكم هذه الأوامر ويحرك الكتل عبر الخريطة وفقًا لتقديره لكيفية تفسير القوات الوهمية لأوامرها وتنفيذها. وفي النهاية تُحدد نتائج القتال إما بحسابات رياضية بسيطة أو بحكم الحكم.

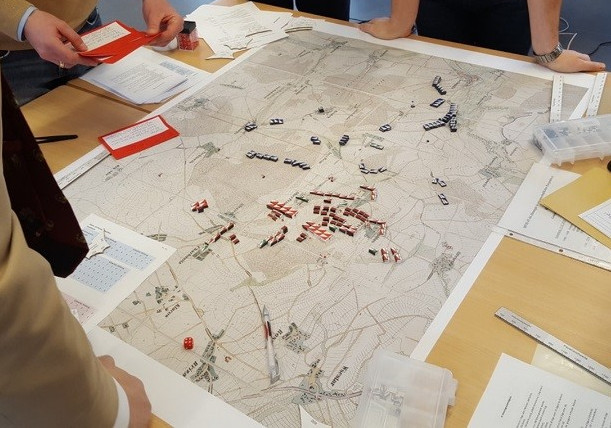
لعبة كريجشبيل الحديثة.